# Psyrassa sinaloae
Psyrassa sinaloae là một loài bọ cánh cứng trong họ Cerambycidae.